# Heather Matarazzo
Heather Matarazzo, född 10 november 1982 i Oyster Bay på Long Island i New York, är en amerikansk skådespelare, som fick sitt genombrott i Todd Solondz's film Welcome to the Dollhouse 1995.Hon har bland annat spelat Lilly Moscowitz, Mias bästis i En prinsessas dagbok.

## Filmografi, i urval
- 1995 – Welcome to the Dollhouse
- 1997 – Djävulens advokat
- 2000 – Scream 3
- 2001 – En prinsessas dagbok
- 2002 – Sorority Boys
- 2004 – En prinsessas dagbok 2
- 2005 – Hostel 2